# 한두열
한두열(1992년 12월 8일 ~ )은 대한민국의 전직 스타크래프트 프로게이머이다. 종족은 저그이며, 아이디는 where이다.
2008년 하반기 드래프트에서 CJ 엔투스의 2차 지명으로 입단하였다.
공식적으로 은퇴가 공시되지는 않았지만 2012년 6월 프로리그 엔트리에서 말소되면서 은퇴하였다.

## 주요 기록
- 2007년 12월 제36회 커리지 매치 입상
- 2010년 10월 박카스 스타리그 2010 36강
- 2010년 12월 피디팝 MSL 32강
- 2018년 11월 스타크래프트1 20주년 기념 스타크래프트 월드컵 우승 (개최지 : 러시아 모스크바)